# ガイスカ・トケーロ
ガイスカ・トケーロ（Gaizka Toquero, 1984年8月9日 - ）は、スペイン・アラバ県ビトリア＝ガステイス出身の元サッカー選手。ポジションは主にフォワード。

## 経歴
アラバ県ビトリア＝ガステイス出身。レアル・ソシエダの下部組織で短期間プレーした後、デポルティーボ・アラベスの下部組織で何シーズンか過ごした。2006年にセグンダ・ディビシオンB（3部相当）のSDレモーナに移籍し、22歳でプロデビューを飾った。
2007年には、やはりセグンダ・ディビシオンBに所属する近隣のセスタオRCに移籍した。
セスタオ在籍時のプレーにアスレティック・ビルバオが興味を示し、2008年、バスク州最大のクラブに移籍。しかし、ホアキン・カパロス監督の構想には入らず、同年夏、同じバスク地方に本拠地を置きセグンダ・ディビシオン（2部）に所属するSDエイバルに移籍した。以前にも指導を受けたカルロス・ポウソ監督の下で2008-09シーズン前半戦は15試合に出場し、2009年1月1日にアスレティック・ビルバオに復帰。1月7日のRCDエスパニョール戦 (1-1) で、後半に途中出場してプリメーラ・ディビシオン（1部）デビューした。3月4日、コパ・デル・レイ準決勝のセビージャFC戦 (3-0) で移籍後初得点を挙げ、2試合合計4-2での決勝進出に貢献。FCバルセロナと対戦した決勝 (1-4) では先制点を挙げたが、その後逆転されて準優勝に終わった。2009-10シーズンはフェルナンド・ジョレンテの控えであったが、2010年3月7日のレアル・バリャドリード戦（2-0、2得点）などで何度かゴールネットを揺らした。2010-11シーズンはレギュラーに返り咲き、2011年1月30日のアトレティコ・マドリード戦 (2-0) でシーズン初得点を挙げた。
2015年7月10日、アスレティック・ビルバオを退団し、4日後にセグンダAのアラベスに2年契約で復帰した。移籍1年目のシーズンはリーグ戦39試合に出場し9ゴールを挙げ、プリメーラ昇格に貢献した。
2017年8月4日、レアル・サラゴサに2年契約で移籍した。
2019年5月、現役引退を表明した。

## タイトル
デポルティーボ・アラベス
- セグンダ・ディビシオン : 2015-16